# Parviz Boroumand
Parviz Boroumand (en persa: پرویز برومند شریف‎, Teherán, Irán; 11 de septiembre de 1972) es un exfutbolista de Irán que jugaba en la posición de guardameta.

## Carrera

### Club
| Periodo   | Club                 |
| --------- | -------------------- |
| 1993–1994 | Sepahan FC           |
| 1994–1996 | Fajr Sepah Tehran FC |
| 1996–1997 | FC Fajr Sepasi       |
| 1998–2004 | Esteghlal FC         |
| 2004–2007 | Rah Ahan FC          |
| 2012–2013 | Parseh FC            |

### Selección nacional
Jugó para Irán en 20 ocasiones de 1998 a 2001, participó en la Copa Mundial de Fútbol de 1998 y en la Copa Asiática 2000..

## Logros
- Iran Pro League: 1

2001
- Copa Hazfi: 2

2001, 2002